# Dactylella lysipaga
Dactylella lysipaga är en svampart som beskrevs av Drechsler 1937. Dactylella lysipaga ingår i släktet Dactylella och familjen vaxskålar.   Inga underarter finns listade i Catalogue of Life.